# Hygrophila parishii
Hygrophila parishii är en akantusväxtart som först beskrevs av John Smith, och fick sitt nu gällande namn av Saravanam Karthikeyan och Moorthy. Hygrophila parishii ingår i släktet Hygrophila och familjen akantusväxter. Inga underarter finns listade i Catalogue of Life.